# Biscotto da tè
Biscotto da tè (Porky and Teabiscuit) è un film del 1939 diretto da Ben Hardaway e Cal Dalton. È un cortometraggio d'animazione della serie Looney Tunes, uscito negli Stati Uniti il 22 aprile 1939.

## Trama
Porky Pig viene mandato dal padre a consegnare del mangime all'ippodromo e viene pagato undici dollari per il lavoro. Sulla via del ritorno, arriva a un'asta e spende accidentalmente i soldi per un cavallo chiamato Teabiscuit (parodia di Seabiscuit). Teabiscuit si rivela essere malato e malconcio, ma Porky riesce a rimetterlo in sesto in modo che possa partecipare a una corsa a ostacoli il cui premio è proprio undici dollari. Sebbene Teabiscuit sia piuttosto veloce, Porky incontra varie difficoltà durante la corsa, e poco prima dell'arrivo il cavallo viene distratto dal trombone suonato da uno degli orchestrali. Tuttavia lo scoppio di un palloncino lo impaurisce abbastanza da farlo correre a tutta velocità, superando gli avversari e vincendo per il rotto della cuffia.

## Distribuzione

### Edizione italiana
La prima edizione italiana del film fu trasmessa direttamente in televisione negli anni ottanta. Il doppiaggio fu eseguito dalla Effe Elle Due e diretto da Franco Latini su dialoghi di Maria Pinto; in questa edizione il nome di Teabiscuit è tradotto in Biscotto Da Tè. Nel 2006, per la distribuzione in DVD, la Time Out Cin.ca ne eseguì un ridoppiaggio diretto da Massimo Giuliani; sebbene in questa edizione il nome del cavallo non venga tradotto, è stato mantenuto il titolo della prima edizione. Non essendo stata registrata una colonna internazionale, in entrambi i casi fu sostituita la musica presente durante i dialoghi.

### Edizioni home video
Il corto fu pubblicato in DVD-Video in America del Nord nel terzo disco della raccolta Looney Tunes Golden Collection: Volume 3 (intitolato Porky and the Pigs) distribuita il 25 ottobre 2005. In Italia fu invece inserito nel DVD Daffy Duck & Porky Pig: Volume 2 della collana Looney Tunes Collection, uscito il 18 maggio 2006. Fu quindi inserito nel terzo disco della raccolta DVD Porky Pig 101, uscita in America del Nord il 19 settembre 2017.